# Traversères
Traversères település Franciaországban, Gers megyében. Lakosainak száma 71 fő (2022. január 1.). Traversères Boucagnères, Faget-Abbatial, Haulies, Lartigue, Monferran-Plavès, Orbessan, Ornézan és Sansan községekkel határos.

## Népesség
A település népessége az elmúlt években az alábbi módon változott:
| Lakosok száma | 95   | 83   | 66   | 73   | 79   | 74   | 71   | 69   | 70   | 71   |
|               | 1968 | 1982 | 1990 | 2006 | 2013 | 2015 | 2017 | 2019 | 2020 | 2022 |